# Erin Burnett
Erin Isabelle Burnett (nascida em 2 de julho de 1976) é a âncora do programa da CNN, Erin Burnett OutFront. Ela também apareceu no programa da NBC, Meet the Press, Morning Joe, e NBC Nightly News, bem como aparições ocasionais em The Apprentice como conselheira para Donald Trump. Ela faz parte do Council on Foreign Relations. Ela foi a co-âncora do programa da CNBC, Squawk on the Street e apresentou o Street Signs.
Burnett já apresentou uma série de documentários filmados fora dos Estados Unidos: “India Rising: The New Empire”, “The Russian Gamble”, e “Dollars & Danger: Africa, The Final Investment Frontier”. Ela tem focado extensivamente sobre o Oriente Médio, bem como, reportagens ao vivo de toda a região e apresentou documentários, incluindo: “On Assignment: Iraq”, “Big Money & the Middle East”, “City of Money and Mystery” e “The Forbidden Zone”.